# 출발! 제주대행진
임서영의 출발! 제주대행진은 TBN 제주교통방송(제주시, 광해악 FM 105.5MHz, 서귀포 FM 105.9MHz)에서 평일 아침 7시부터 9시까지 방송되는 제주 지역의 출근길 아침 라디오 프로그램이다.

## 코너소개

### 매일 코너
- 출발 아침을 여는 뉴스
  - 오늘 아침, 제주지역 뉴스를 헤드라인으로 정리하는 시간
- 아침의 시 (현택훈 시인)
  - 복잡한 출근길, 하루의 시작을 평온하게 시작하는 시 한편
- 출근길 뉴스 브리핑 (김동현 시사평론가)
  - 출근길 하루사이 중요한 뉴스를 정리해 주는 코너
- 통신원 연결
  - 출근길 도로상황을 살펴보는 코너
- 제주어 퀴즈
  - 청취자들과 문자를 통해 소통하며 제주어를 알아보는 시간

### 요일 코너
- 월 
  - 한주의 경제 (매경비즈 배윤경 기자)
  - 한주의 경제 이슈를 정리해서 알아보는 시간
  - 교통 Issue (한국교통연구원 강상욱 박사)
  - 국내와 제주도내 교통현안에 대해 짚어보는 시간
- 화 
  - TBN이 간다
  - 도내 현안, 교통 현안을 찾아 직접 시민의 목소리를 들어보는 시간 (김나경 리포터)
  - 제주 Zoom-in (한라일보 고대로기자)
  - 제주지역 현안과 관련한 내용을 정리해주는 코너
- 수
  - 자동차 매거진 (오토커넥트 박찬규 편집장)
  - 자동차 관련 이슈를 전문적으로 분석한 내용을 설명해주는 코너
  - 제주의 발견 (제주대 김태일 교수)
  - 제주 원도심의 건축 역사를 비롯해 도내 건축의 역사를 살펴보는 시간
  - 제주의 다양한 소식을 알아보는 김겸주의 몬딱제주 (김겸주 리포터)
- 목
  - 임재영 기자의 제주 트레일 (동아일보 임재영 기자)
  - 세계의 트레일과 제주 트레일 이야기
  - 이슈&이슈
  - 한 주의 이슈를 짚어보는 코너 (주제별 출연자)
- 금
  - 홍유식의 여행 수첩 (하나투어 제주 홍유식 대표)
  - 주말을 앞둔 금요일, 국내외 여행지 소개
  - 출발 모닝퀴즈
  - 청취자와 문자로 소통하는 시간